# 주식백지신탁제도
주식백지신탁제도 혹은 폐쇄펀드란 고위공직자가 직무 관련 주식을 보유한 경우, 공무수행 과정에서의 공⋅사적 이해충돌 가능성을 사전에 방지하기 위하여 당해 주식을 매각 또는 백지신탁하는 것을 말한다.

## 국회의원의 주식백지신탁 사건
국회의원의 주식백지신탁 사건은 대한민국 헌법재판소 유명 판례로 합헌의 결정을 하였다.
헌법재판소는 재판의 전제성이 없는 경우에도 헌법적 해명이 긴요히 필요하거나 당해 조항으로 인한 기본권 침해가 반복될 우려가 있는 경우에는 헌법질서의 수호자로서의 사명을 다하기 위하여 예외적으로 본안판단에 나아갈 수 있다.
공직자가 직무상 알게 된 정보를 이용하여 주식거래를 하거나 주가에 영향을 미쳐 부정하게 재산을 증식하는 것을 방지하는 제도가 주식백지신탁제도이다.
이 사건에서는 이 제도가 재산권을 침해는지 연좌제 금지를 규정한 헌법 제13조 제3항에 위배되는지도 문제된다. 사적자치권 역시 제한되었다고 볼 수 있으나, 이는 재산권 제한과 중첩되므로 따로 이를 판단하지 아니한다.
재산권 행사의 대상이 되는 객체가 지닌 사회적인 연관성과 사회적 기능이 크면 클수록 입법자에 의한 더 광범위한 제한이 정당화될 수 있다. 특히 국가의 근본적인 경제정책결정 및 법률입안 등에 깊숙히 관여하는 고위공직자가 그 직무와 밀접한 관련이 있는 주식을 거래하는 경우에는 당연히 일반국민들로부터 직무집행 중에 획득한 정보를 유용하여 사적인 주식거래를 한다는 의심을 살 수 밖에 없다.
국회의원에 대해서는 겸직금지의무(헌법 제43조), 청렴의무(헌법 제46조 제1항), 국가이익 우선의무(헌법 제46조 제2항), 지위남용 금지의무(헌법 제46조 제3항) 조항 등을 통해 이를 더욱 강조하고 있다. 따라서 국회의원은 자신의 사적인 이해관계와 국민에 대한 공적인 이해관계가 충돌할 경우 당연히 후자를 우선하여야 할 이해충돌회피의무 내지 직무전념의무를 지게 된다.
본인과 일정한 친족관계가 있는 자들의 보유주식 역시 포함하도록 하고 있는 것은 본인과 친족 사이의 실질적, 경제적 관련성에 근거한 것으로 헌법 제13조 제3항에 위배되지 않는다.

## 참고 문헌
- 정회철, 최근 5년 중요헌법판례 200, 여산, 2012.